# Samara Weaving
Samara Weaving (Adelaide, 23 februari 1992) is een Australische actrice en model.

## Levensloop
Weaving werd geboren in Adelaide als dochter van een Engelse vader, Simon Weaving en een Maltese moeder, Helena Bezzina. Ze groeide op in Singapore, Fiji en Indonesië. Haar vader is filmmaker en docent aan de Universiteit van Newcastle in Newcastle, New South Wales en artistiek directeur van het Canberra International Film Festival. Haar moeder is een kunsttherapeute die museumstudies doceert aan de Universiteit van Newcastle. Haar jongere zus Morgan is ook een actrice. Hun oom is acteur Hugo Weaving. Weaving en haar familie verhuisden in 2005 naar Canberra en ze ging naar de Canberra Girls Grammar School. Ze werd toneelmeester en speelde in verschillende school- en theaterproducties.
Haar eerste grote acteerrol was Kirsten Mulroney in de Australisch-Britse soap Out of the Blue uit 2008. Het was niet in opdracht voor een tweede seizoen. In 2009 werd Weaving gecast als Indigo "Indi" Walker in de Australische soap Home and Away. Ze verscheen aanvankelijk gedurende vijf weken in een terugkerende hoedanigheid. Weaving hernam de rol het volgende jaar nadat producenten haar en haar familie op het scherm terugbrachten als onderdeel van de hoofdcast. Ze verhuisde van Canberra naar Sydney voor opnames. In 2012 begon ze met modelleren voor het Australische ondergoedmerk Bonds. In 2013 verscheen ze voor het eerst op het witte doek in de misdaadfilm Mystery Road, samen met haar oom Hugo Weaving.
In 2017 speelde ze de hoofdrol in de komische horrorfilm The Babysitter. Ze had hetzelfde jaar ook een rol in de film Three Billboards Outside Ebbing, Missouri als de vriendin van Charlie (John Hawkes). In 2020 hernam ze haar rol van Bee in The Babysitter: Killer Queen. In 2021 speelde ze een van de hoofdrollen in de actiefilm Snake Eyes: G.I. Joe Origins.

## Filmografie

### Film
Uitgezonderd korte films.
| Jaar | Titel                                     | Rol                                | Opmerkingen |
| ---- | ----------------------------------------- | ---------------------------------- | ----------- |
| 2013 | Mystery Road                              | Peggy                              |             |
| 2016 | Bad Girl                                  | Chloe Buchanan / Jessica Cooper    |             |
| 2016 | Monster Trucks                            | Brianne                            |             |
| 2017 | Mayhem                                    | Melanie Cross                      |             |
| 2017 | Three Billboards Outside Ebbing, Missouri | Penelope                           |             |
| 2017 | The Babysitter                            | Bee                                |             |
| 2019 | Ready or Not                              | Grace Le Domas                     |             |
| 2019 | Guns Akimbo                               | Nix                                |             |
| 2020 | 100% Wolf                                 | Batty (stem)                       |             |
| 2020 | Last Moment of Clarity                    | Georgia Outerbridge / Lauren Clerk |             |
| 2020 | Bill & Ted Face the Music                 | Thea Preston                       |             |
| 2020 | The Babysitter: Killer Queen              | Bee                                |             |
| 2021 | Snake Eyes: G.I. Joe Origins              | Shana O'Hara / Scarlett            |             |
| 2022 | The Valet                                 | Olivia Allan                       |             |
| 2022 | Chevalier                                 | Marie-Joséphine de Montalembert    |             |
| 2023 | Scream VI                                 | Laura Crane                        |             |

### Televisie
Uitgezonderd eenmalige gastrollen.
| Jaar      | Titel                  | Rol              | Opmerkingen      |
| --------- | ---------------------- | ---------------- | ---------------- |
| 2008      | Out of the Blue        | Kirsten Mulroney | 50 afleveringen  |
| 2009-2013 | Home and Away          | Indi Walker      | 336 afleveringen |
| 2015      | Squirrel Boys          | Kelly            | 3 afleveringen   |
| 2015-2016 | Ash vs Evil Dead       | Heather          | 3 afleveringen   |
| 2017-2019 | SMILF                  | Nelson Rose      | 18 afleveringen  |
| 2018      | Picnic at Hanging Rock | Irma Leopold     | 6 afleveringen   |
| 2020      | Hollywood              | Claire Wood      | 7 afleveringen   |
| 2021      | No Activity            | Sue              | 5 afleveringen   |
| 2021      | Nine Perfect Strangers | Jessica          | 8 afleveringen   |

### Videoclip
| Jaar | Titel                      | Rol          | Opmerkingen |
| ---- | -------------------------- | ------------ | ----------- |
| 2017 | Attention van Charlie Puth | Blonde vrouw |             |